# Ski-Orientierungslauf-Weltmeisterschaften 1994
Die 10. Ski-Orientierungslauf-Weltmeisterschaften fanden vom 2. Februar bis 6. Februar 1994 in Val di Non (Nonstal), Italien statt.

## Herren

### Kurzdistanz
| Platz | Land | Athlet             | Zeit      |
| ----- | ---- | ------------------ | --------- |
| 1     | RUS  | Iwan Kusmin        | 42:37 min |
| 1     | ITA  | Nicolò Corradini   | 42:37 min |
| 3     | NOR  | Vidar Benjaminsen  | 44:01 min |
| 4     | ITA  | Luigi Girardi      | 44:12 min |
| 5     | SWE  | Björn Åkesson      | 41:36 min |
| 6     | RUS  | Wiktor Kortschagin | 44:44 min |

Titelverteidiger:  Vidar Benjaminsen

Länge: 7,7 km

Höhenmeter: 350

Posten: 12

Teilnehmer: 61

### Langdistanz
| Platz | Land | Athlet                 | Zeit      |
| ----- | ---- | ---------------------- | --------- |
| 1     | ITA  | Nicolò Corradini       | 1:45:58 h |
| 2     | NOR  | Lars Lystad            | 1:47:28 h |
| 3     | RUS  | Wladislaw Kormtschikow | 1:50:58 h |
| 4     | NOR  | Harald Svergia         | 1:51:02 h |
| 5     | FIN  | Anssi Juutilainen      | 1:51:30 h |
| 6     | SWE  | Björn Åkesson          | 1:51:40 h |

Titelverteidiger:  Vidar Benjaminsen

Länge: 17,7 km

Höhenmeter: 700

Posten: 14

Teilnehmer: 60

### Staffel
| Platz | Land | Athleten                                                             | Zeit      |
| ----- | ---- | -------------------------------------------------------------------- | --------- |
| 1     | NOR  | Kjetil Ulven Lars Lystad Harald Svergia Vidar Benjaminsen            | 2:37:27 h |
| 2     | FIN  | Raino Pesu Markku Järvinen Vesa Mäkipää Anssi Juutilainen            | 2:39:36 h |
| 3     | RUS  | Wiktor Kortschagin Nikolai Bondar Iwan Kusmin Wladislaw Kormtschikow | 2:41:52 h |
| 4     | ITA  | Enzo Macor Luigi Girardi Nicolò Corradini Marco Selle                | 2:47:52 h |
| 5     | SWE  | Bertil Nordqvist Mikael Lindmark Per-Ove Begqvist Björn Åkesson      | 2:48:17 h |
| 6     | BUL  | Georgi Kartalow Zdrawko Pentschedjew Nikolai Kondew Ignat Orlow      | 3:02:30 h |

Titelverteidiger:  Eero Haapasalmi, Stefan Borgman, Anssi Juutilainen, Vesa Mäkipää

Austragungsort: Lago di Tret – Felixer Weiher

Länge: 4 × 10 km

Teilnehmer: 14 Staffeln

## Damen

### Kurzdistanz
| Platz | Land | Athlet            | Zeit      |
| ----- | ---- | ----------------- | --------- |
| 1     | FIN  | Virpi Juutilainen | 27:40 min |
| 2     | FIN  | Sanna Savolainen  | 28:00 min |
| 2     | NOR  | Hilde G. Pedersen | 28:00 min |
| 4     | BUL  | Pepa Miluschewa   | 28:28 min |
| 5     | SWE  | Lena Hasselström  | 28:33 min |
| 6     | FIN  | Arja Nuolioja     | 28:55 min |

Titelverteidigerin:  Arja Hannus

Länge: 5,5 km

Höhenmeter: 150

Posten: 9

Teilnehmerinnen: 55

### Langdistanz
| Platz | Land | Athlet            | Zeit      |
| ----- | ---- | ----------------- | --------- |
| 1     | BUL  | Pepa Miluschewa   | 1:17:30 h |
| 2     | FIN  | Virpi Juutilainen | 1:17:45 h |
| 3     | EST  | Maret Vaher       | 1:19:58 h |
| 4     | NOR  | Hilde G. Pedersen | 1:20:31 h |
| 5     | SWE  | Lena Hasselström  | 1:20:41 h |
| 6     | SWE  | Annika Zell       | 1:21:19 h |

Titelverteidigerin:  Annika Zell

Länge: 13,0 km

Höhenmeter: 300

Posten: 13

Teilnehmerinnen: 54

### Staffel
| Platz | Land | Athleten                                                  | Zeit      |
| ----- | ---- | --------------------------------------------------------- | --------- |
| 1     | SWE  | Ann-Charlotte Carlsson Annika Zell Lena Hasselström       | 1:46:50 h |
| 2     | NOR  | Anne-Marit Korsvold Valborg Madslien Hilde G. Pedersen    | 1:48:02 h |
| 3     | FIN  | Arja Nuolioja Sanna Savolainen Virpi Juutilainen          | 1:55:26 h |
| 4     | RUS  | Jekaterina Petrowa Natalia Frei Swetlana Haustowa         | 1:57:28 h |
| 5     | BUL  | Dimitrenka Schristowa Wasiliwa Georgijewa Pepa Miluschewa | 2:04:15 h |
| 6     | CZE  | Sarka Zurynkova Marketa Novotna Jana Cieslarova           | 2:05:51 h |

Titelverteidigerinnen:  Ann-Charlotte Carlsson, Annika Zell, Arja Hannus

Austragungsort: Lago di Tret – Felixer Weiher

Länge: 4 × 8,5 km

Teilnehmer: 14 Staffeln

## Medaillenspiegel
| Platz | Land      | Gold | Silber | Bronze | Gesamt |
| ----- | --------- | ---- | ------ | ------ | ------ |
| 1     | Italien   | 2    | -      | -      | 2      |
| 2     | Finnland  | 1    | 3      | 1      | 5      |
| 2     | Norwegen  | 1    | 3      | 1      | 5      |
| 4     | Russland  | 1    | -      | 2      | 3      |
| 5     | Schweden  | 1    | -      | -      | 1      |
| 5     | Bulgarien | 1    | -      | -      | 1      |
| 7     | Estland   | -    | -      | 1      | 1      |

## Erfolgreichste Teilnehmer
| Platz | Athlet/in         | Gold | Silber | Bronze | Gesamt |
| ----- | ----------------- | ---- | ------ | ------ | ------ |
| 1     | Nicolò Corradini  | 2    | -      | -      | 2      |
| 2     | Virpi Juutilainen | 1    | 1      | 1      | 3      |
| 3     | Lars Lystad       | 1    | 1      | -      | 2      |
| 4     | Vidar Benjaminsen | 1    | -      | 1      | 2      |
| 4     | Iwan Kusmin       | 1    | -      | 1      | 2      |